# Wolf Wiener
Wolf Wiener (Zeew) (ur. 13 maja 1893 w Łodzi, zm. 1942 w Chełmnie nad Nerem) – żydowski dziennikarz i pisarz, łódzki działacz oświatowy pochodzenia żydowskiego, działacz syjonistyczny.

## Życiorys
Pochodził z pobożnej rodziny żydowskiej. Uczył się w chederze, później w gimnazjum.
Był współzałożycielem żydowskiego „Domu Ludowego” („Bejt Haam”), który prowadził do września 1939 r.
Kierował siecią szkół syjonistycznych „Tarbut” z językiem wykładowym hebrajskim. Działał w łódzkim związku oświatowym „Szul-Kult” i „Hechaluc” (pionier, osadnik), organizacji syjonistycznej dla młodzieży żydowskiej powyżej 18 lat.
Wraz z dyrektorem szkoły „Jabne” Jehudą Chuwenem prowadził w języku hebrajskim kursy nauczania historii Żydów.
Pisał utwory poetyckie w języku hebrajskim i jidysz, i publikował je w warszawskim czasopiśmie syjonistycznym „Wajs Bloj”.
Do łódzkich dzienników „Lodzer Tageblat” i „Fołksblat” pisał eseje i artykuły na tematy aktualne.
W latach 1918–1922 był korespondentem warszawskiego czasopisma „Befrajung” oraz łódzkiego „Fołk un Łand”.
Wydał trzy książki na temat historii Żydów.
Już we wczesnej młodości czynnie uczestniczył w ruchu syjonistycznym w łódzkiej filii „Cejirej Syjon”.
Był sekretarzem, a potem wiceprzewodniczącym łódzkiego oddziału syjonistycznej partii pracy „Hitachdut”.
W 1937 r. mieszkał przy ul. R. Traugutta 14.
Jako wiceprzewodniczący zarządu „Hitachdut”, został 25 września 1939 r. aresztowany przez Gestapo, 27 października 1939 r. przetransportowany do obozu przejściowego w więzieniu w Rawiczu, skąd wrócił do Łodzi. Osadzony został w getcie.
Zginął w 1942 r. w obozie zagłady w Chełmnie nad Nerem.